# Hiereoblatta cassidea
Hiereoblatta cassidea är en kackerlacksart som först beskrevs av Johann Friedrich von Eschscholtz 1822.  Hiereoblatta cassidea ingår i släktet Hiereoblatta och familjen jättekackerlackor. Inga underarter finns listade i Catalogue of Life.